# Géfyra (Monemvasia)
Géfyra ou Gefira, (grec moderne : Γέφυρα) est une petite ville grecque du district régional de Laconie, appartenant au Dème de Monemvasia.
Géfyra est la partie continentale de la ville de Monemvasia

## Toponymie
Gefira (Γέφυρα) signifie "pont".

## Économie
Gefira compte de nombreux hôtels, incontournables pour visiter le site de Monemvasia. 